# Geodinàmica
La geodinàmica és una branca de la geologia, que tracta dels agents o forces que intervenen en els processos dinàmics de la Terra. Se subdivideix en: 
- Geodinàmica interna o processos endògens: Dels factors i forces profundes de l'interior de la Terra; així com de les tècniques i mètodes especials per al coneixement de l'estructura de les capes més profundes (tècniques geofísica).
- Geodinàmica externa o processos exògens: Dels factors i forces externes de la Terra (vent, aigua, gel, etc.), lligada al clima i a la interacció d'aquest sobre la superfície o capes més externes. Sobre el compendi de metodologies i tècniques que poden emprar-se sobre les "formes del relleu" (geomorfologia), i sobre alguns dels seus agents, com l'aigua (hidrogeologia).

Dintre de la Geodinàmica Interna, la disciplina de la geofísica és la que estudia la dinàmica dels processos que han donat lloc a l'estructura de la Terra, com la convecció en el mantell terrestre. Així com el compendi dels mètodes i tècniques de prospecció i interpretació. Les tècniques geofísiques més freqüentment utilitzades són:
- Anàlisis d'ones sísmiques (Sismologia)..
- Mesures de GPS d'alta precisió.
- Estudis geològics estructurals de camp.
- Datació de mostres rocoses.
- Quantificació de les taxes d'erosió sobre la base del contingut isotòpic en mostres de roca.
- Simulació computacional de processos.

L'avanç més important en el camp de la Geodinàmica Interna ha estat l'acceptació en els anys 1960-1980 del concepte de Tectònica Global (Geotectònica), basat en la teoria de la deriva continental postulada per Alfred Wegener en 1912.